# Vammalan Lentopallo
Vammalan Lentopallo ist ein finnischer Volleyballverein aus Sastamala. Die erste Männerschaft spielt in der höchsten nationalen Liga und im Europapokal. Sie tritt auch unter den Namen Valepa Sastamala oder Levanta Sastamala an.

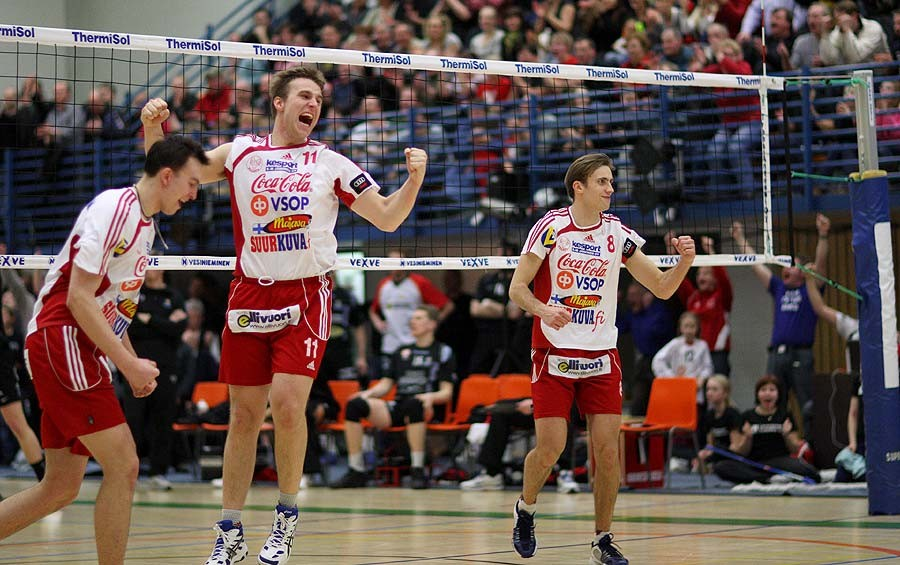
Szene aus der Saison 2007/08

## Geschichte
Der Verein wurde 1978 gegründet.  1992 kam die Mannschaft als Dritter erstmals in die Medaillenränge der heimischen Mestaruusliiga. Das gleiche Ergebnis erzielte sie 2008. Drei Jahre später wurde sie erstmals Vizemeister. 2012 gelang ihr das Double aus Meistertitel und Pokalsieg. Nach einem dritten Rang in der Saison 2012/13 wurde Sastamala 2014 erneut finnischer Meister. 2015 wurde die Mannschaft Dritter und 2016 Vizemeister. In der Saison 2016/17 wurde Sastamala zum dritten Mal nationaler Meister. Damit qualifizierte sich die Mannschaft erstmals für die Champions League. Dort setzte sie sich zunächst in der zweiten Qualifikationsrunde gegen den tschechischen Verein Jihostroj České Budějovice durch. In der Gruppenphase spielt sie unter anderem gegen den deutschen Vizemeister VfB Friedrichshafen.